# Michael Rivas
Michael Rivas (Japón, 2 de febrero de 1985) es un actor estadounidense  quien ha trabajado como seiyū y cantante de Japón. Rivas nació en Japón y se crio en Hawái. Es conocido por poner la voz a T.K. en Angel Beats!, Bakumetro en Bakugan y el director estadounidense en Amagami SS.

## Roles interpretados
- Bakugan - Bakumetro
- Angel Beats! - T.K.[3]
- Mayo Chiki! - árbitro del juego (ep. 10)
- Inu × Boku SS
- Dramatical Murder - Narrador (ep. 12); Sistema de voz
- Ansatsu Kyoshitsu
- Charlotte - Líder de leedor de mentes (ep. 13)
- Amagami SS - director estadounidense
- Detective Conan: El francotirador de otra dimensión - Carlos Lee